# 沢渡さんを攻略する方法
『沢渡さんを攻略する方法』（さわたりさんをこうりゃくするほうほう）は、森田ゆきによる日本の漫画作品。『ちゃお』（小学館）にて、2010年12月号から2011年2月号まで連載された。また、番外編である「沢渡さん、動揺する。」が、『ちゃおデラックス』2011年春の超大増刊号に掲載された。単行本（全1巻）には、番外編を含めた全4話が収録されている。

## 内容
沢渡瀬菜の毎日は、大好きな幼なじみ同士で、互いに気心の知れた相手だけの、狭いながらも幸せな世界で満ち足りていました。しかし、そんな沢渡さんの暮らしが、ある男の子からの突然の告白によって、劇的に変わってしまう。沢渡さんの「不器用…だけど、なんかほっとけない」キャラがクセになってしまう、ほんわかストーリーな作品。

## 登場人物
沢渡瀬菜
主人公。幼なじみの須賀航太や田所一花らとの、互いに気心の知れた仲間だけの世界で満ち足りていた。そして、密かに航太に想いを寄せていた。エビフライに醤油をかけるなど、少し変わった味のセレクトをする。ただし、｢お好み焼きチョコ｣は苦手。2月25日生まれ。B型。好きな食べ物はプチトマトといちご。大きいトマトは苦手。番外編では、中谷君が離れてしまうと感じると同時に、中谷君の事が好きと気がつく。福引きで当たった温泉旅行で中谷君に告白し、両想いになる。
中谷望
瀬菜に告白した男子。2組。7月21日生まれ。B型。4つ上の兄にパシリにされまくる人生。告白には撃沈したものの、恋バナ好きな一花に頑張ってガンガンきちゃって、と言われ、沢渡さんに好きになってもらえるように頑張る。ある意味この物語の主人公。沢渡さんに告白してはフラれを繰り返しても凹まない神経の図太さを持つ。番外編では、引っ越しが決まり、沢渡さんには言えないでいたが、瀬菜が立ち聞きしてしまい、引っ越しの事を知られてしまう。瀬菜が福引きで温泉旅行を当てた事により、航太や一花も含む４人で温泉旅行に出かける。そこで瀬菜から告白されて両想いになる。しかし、引っ越しは『県外に引っ越し』ではなく、『一駅先に引っ越し』であり、転校とは全然関係なかった。
須賀航太
瀬菜の幼なじみで、瀬菜が想いを寄せていた人物。♂。5月13日生まれ。A型。瀬菜とも仲良しであるが、実はバイト先のコンビニで一緒に働く大学生、佐藤さんが初恋。瀬菜の恋心には全く気づいていなかった。佐藤さんに告白して付き合うことになるが、瀬菜に聞かれてしまい、瀬菜が落ち込む原因になる。本人に自覚はないが、人の世話をすることが好き。
田所一花
瀬菜の幼なじみ。♀。彼氏は他校にいる。恋バナ大好きな小悪魔少女。人の告白を立ち聞きすることがしばしばあり、瀬菜達から悪趣味と言われている。10月2日生まれ。O型。将来の夢は若いお嫁さん。
佐藤緑
明るく、元気な大学生のお姉さん。ドジだけど、人を和ませる笑顔を持ち、失敗した瀬菜を和ませていた。航太に告白され、付き合うことになる。売れない在庫を買い占めてしまうほど、「お好み焼きチョコ」が大好き。変な味の食べ物が好き。瀬菜や望はとてもいい人と思っている。